# Trådlöst LAN

Ikon för trådlöst nätverk

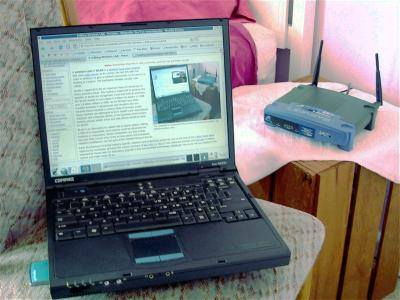
Den bärbara datorn är trådlöst ansluten till en accesspunkt med ett PC Card.

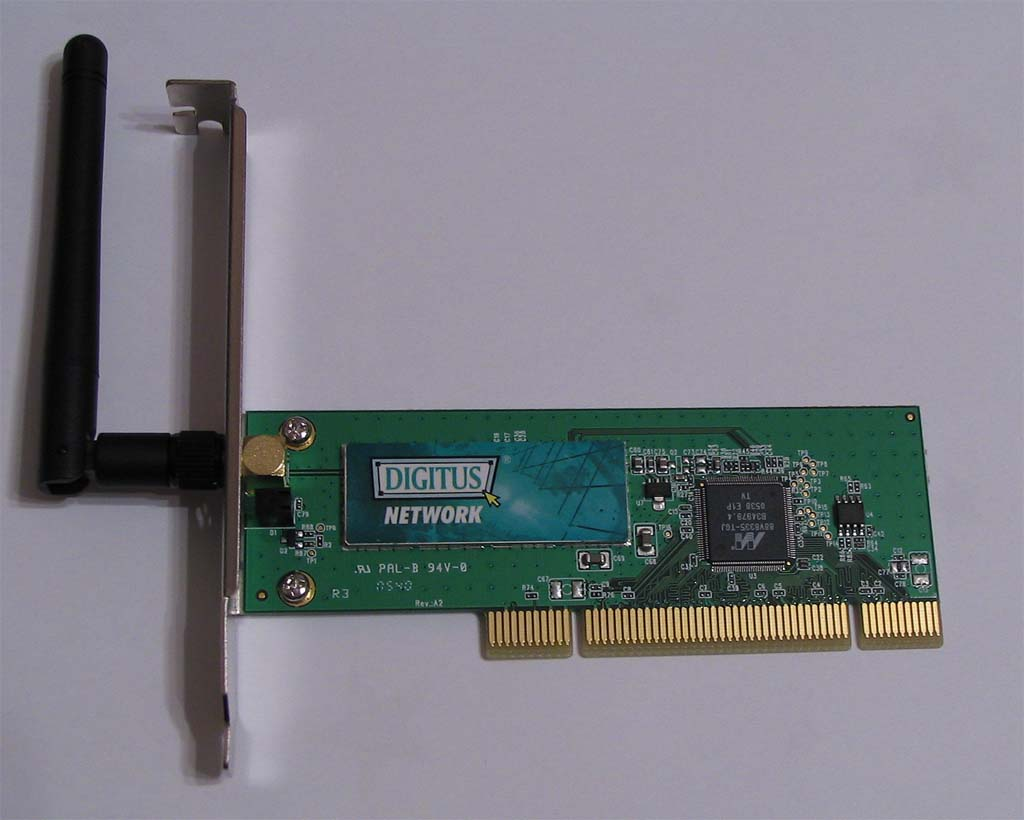
54 Mbit WLAN PCI-Kort (802.11g)

Trådlöst LAN eller WLAN (av engelskans wireless local area network) är ett samlingsnamn för olika typer av trådlösa lokala datornätverk. För att förhindra sammanblandning med VLAN bör termen ”Trådlöst LAN” användas, eller det mer specifika Wi-Fi.
Den vanligaste typen är IEEE 802.11-familjen som bland annat kan användas för att koppla ihop en central accesspunkt (AP) med klienter i form av datorer, IP-telefoner, handdatorer, smarta mobiltelefoner, mediaspelare och annan utrustning i kontors- eller hemmiljö. 
Trådlösa LAN använder sig av teknologi baserad på radio eller mikrovågor (vid radio-LAN), och förr även infraröda vågor, för att kommunicera med andra enheter inom en begränsad radie. Detta ger användaren möjligheten att röra sig fritt inom detta område och fortfarande vara ansluten till nätverket. Radio-LAN har på senare tid blivit mer och mer populär bland annat på grund av den låga investeringskostnaden jämfört med trådbundet LAN.
De standarder som idag används för radio-LAN ger tillgång på upptill 300 Mbit/s i delad överföringshastighet (beroende på router och mottagare), det vill säga hastigheten delas av samtliga klienter i nätverket.

## Historia
Norman Abramson professor vid University of Hawaii utvecklade världens första trådlösa nätverk för datakommunikation, ALOHAnet, med hjälp av billiga radioapparater. Systemet gick ut på att sju datorer placerades ut på fyra öar för att kommunicera med den centrala datorn på Oahu utan att använda telefonlinjer.

## Snyltning
Ett okrypterat nätverk kan i allmänhet användas eller avlyssnas av vem som helst inom hörbarhetsområdet. Accesspunkten har oftast ingen möjlighet att skilja mellan legitima och icke-legitima användare på sådana nät eller nät utan lösenord eller kryptografisk nyckel. Att använda sådana nät (eller nät med otillräcklig kryptering) utan tillstånd kallas snyltning. Vanligen används NAT på privatpersoners intranät, och snyltares nätverkstrafik kommer då utåt att se ut att komma från samma dator som de legitima användarnas trafik.
Det är också vanligt att medvetet lämna sitt trådlösa nät öppet att användas av andra som tillfälligt behöver en Internet-anslutning.

## Wardriving
Snyltning skall inte förväxlas med wardriving som är att samla på Wi-Fi-nät precis som fågelskådaren samlar på fåglar och tågskådaren samlar på lok och tågsätt.

## Kryptering och andra skydd
För att skydda sig mot snyltning och andra typer av intrång, tillämpas olika typer av skydd. Det vanligaste är att man krypterar nätverket. Det finns olika typer av krypteringsmetoder, de vanligaste är WEP, WPA och WPA2. WPA och WPA2 är nyare och bättre standarder, men WEP-krypteringen existerar fortfarande p.g.a. att många accesspunkter inte stöder något annat.
Det finns även andra sätt att skydda sitt trådlösa nätverk från intrång, till dessa hör MAC-adressbegränsning, MAC-filtrering och att stänga av SSID-broadcast. Dessa skydd bör bara användas som komplement till kryptering då de är mycket lätta att komma förbi och deras huvudsakliga uppgift är att stänga ute oavsiktlig användning. Snyltare kommer förbi dem ändå genom att bland annat använda spoofing. Att stänga av SSID-broadcast ger egentligen inget skydd alls eftersom SSIDet fortfarande finns i all trafik på det aktuella WLAN:et.

## Olika typer av trådlöst LAN
- IEEE 802.11/Wi-Fi - Världsstandarden.
- HomeRF - Data över DECT.
- HiperLAN - Europeisk IEEE 802.11-konkurrent.
- OpenAIR